# Eparchia di Syktyvkar

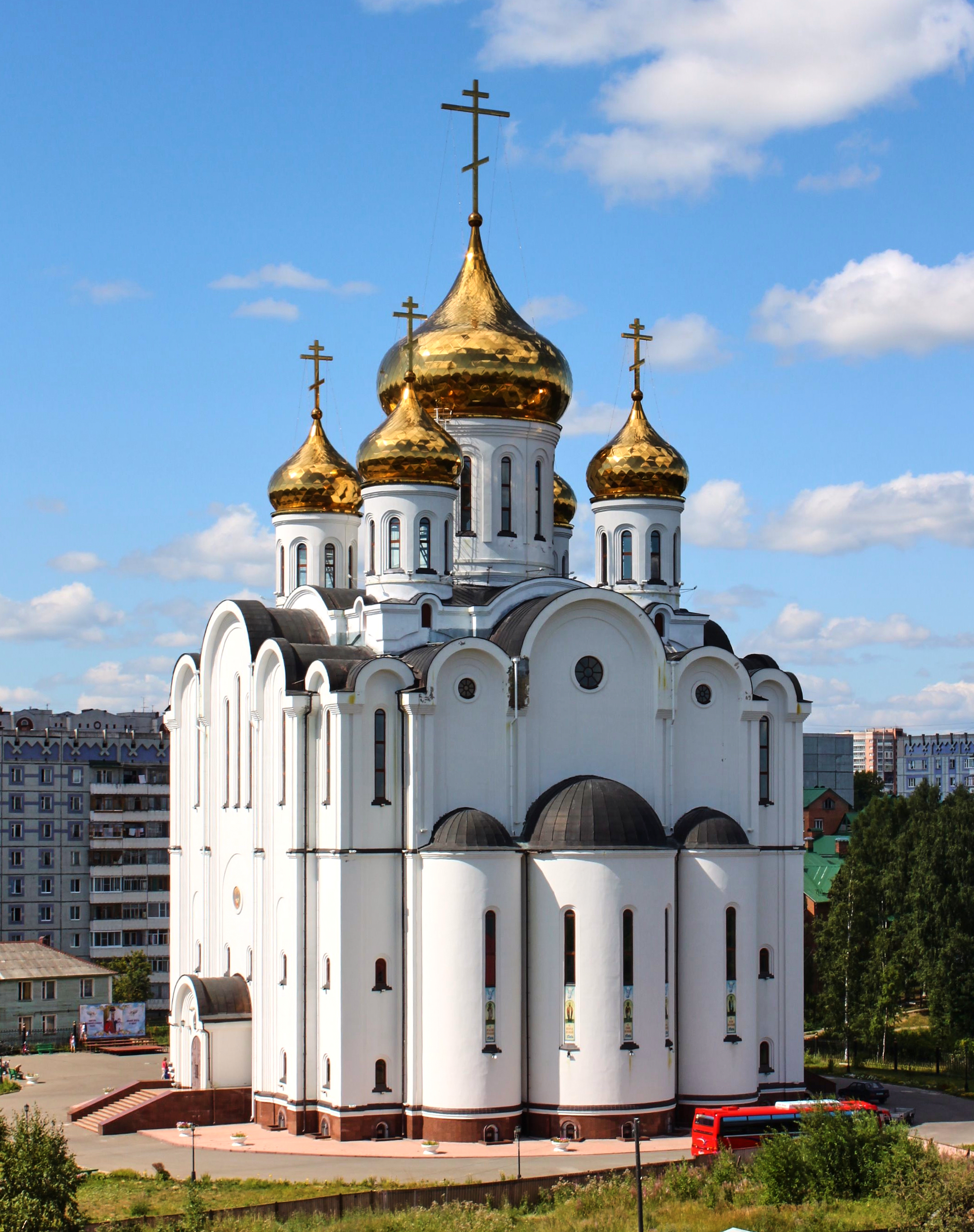
La cattedrale di Santo Stefano di Syktyvkar.

L'eparchia di Syktyvkar (in russo Сыктывкарская епархия?) è una diocesi della Chiesa ortodossa russa.

## Territorio
L'eparchia comprende parte della repubblica dei Komi nel circondario federale nordoccidentale, e precisamente: le città di Syktyvkar e Uchta, e i rajon Knjažpogostskij, Kojgorodskij, Kortkerosskij, Priluzskij, Sosnogorsk, Syktyvdinskij, Sysol'skij, Troicko-Pečorskij, Udorskij, Ust'-Vymskij e Ust'-Kulomskij.
Sede eparchiale è la città di Syktyvkar, dove si trova la cattedrale di Santo Stefano.
L'eparca ha il titolo ufficiale di «eparca di Syktyvkar e Komi-Zyryansky».

## Storia
L'eparchia è stata eretta dal Santo Sinodo della Chiesa ortodossa russa il 6 ottobre 1995, ricavandone il territorio dall'eparchia di Vologda. Il 16 aprile 2016 ha ceduto una porzione di territorio a vantaggio dell'erezione dell'eparchia di Vorkuta.
Il 24 luglio 2025 è entrata a far parte della metropolia di Syktyvkar.